# Raku

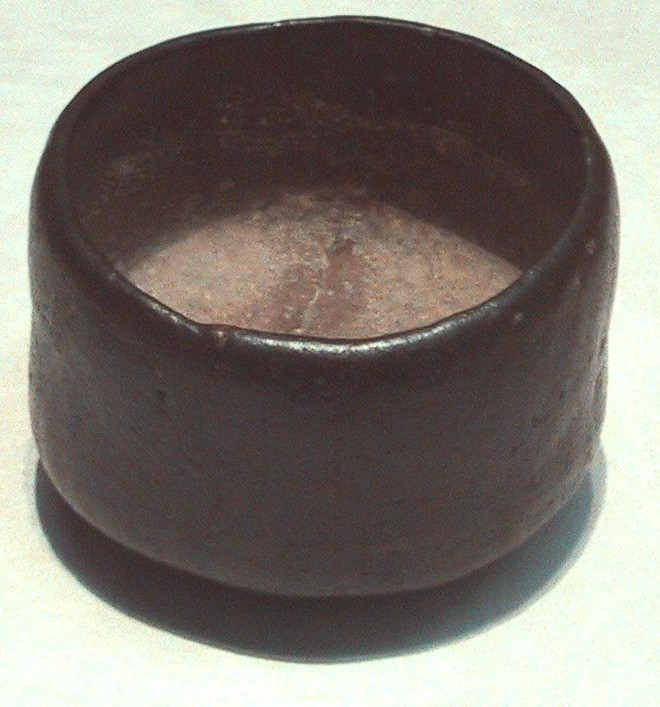
Raku-yaki negru din sec. al XVI-lea

Raku reprezintă o tehnică de prelucrare a ceramicii, apărută în Japonia în secolul al XVI-lea. Fondatorul acesteia, Chōjirō, pune bazele unei dinastii de ceramiști, dinastia Raku, ce de cinsprezece generații continuă răspândirea acestei tehnici.
Raku-yaki (楽焼) sunt obiecte ceramice produse cu ajutorul acestei tehnici, ele fiind folosite mai ales la ceremonia ceaiului.

## Caracteristici
În mod tradițional, obiectele sunt formate cu mâna, și nu cu ajutorul roții olarului, iar temperaturile din cuptorul de ardere sunt mai degrabă scăzute, ceea ce dă obiectelor un aspect poros. Totodată, ele sunt scoase din cuptor când sunt încă fierbinți. Ele sunt apoi puse direct în apă sau lăsate să se răcească la aer.

## Etimologia
Numele de raku vine de la Palatul Jurakudai, construit de către domnitorul Hideyoshi Toyotomi în secolul al XVI-lea la Kyoto. Acolo, Sen no Rikyū, celebrul maestru al ceremoniei ceaiului, l-a rugat pe Chōjirō, un țiglar, să-i facă câteva cești pentru ceremonia ceaiului. Obiectele făcute de Chōjirō au fost numite inițial ima-yaki („obiecte de ceramică contemporană”) sau Juraku-yaki, de la numele palatului. Hideyoshi i-a dat lui Chōjirō un sigiliu cu numele Raku scris pe el, astfel că Raku a rămas numele familiei care a continuat să confecționeze obiectele de ceramică raku.